# Elatostema luoi
Elatostema luoi är en nässelväxtart som beskrevs av Wen Tsai Wang. Elatostema luoi ingår i släktet Elatostema och familjen nässelväxter. Inga underarter finns listade i Catalogue of Life.